# جائزة الصين الكبرى 2008
جائزة الصين الكبرى 2008 (بالإنجليزية: 2008 Chinese Grand Prix) هو سباق فورمولا 1 أقيم بتاريخ 19 أكتوبر، 2008 في حلبة شانغهاي الدولية، الصين. كان السابع عشر من أصل 18 في بطولة العالم لسباقات الفورمولا واحد موسم 2008. حلّ البريطاني لويس هاملتون أولا بينما جاء البرازيلي فيليبي ماسا في المركز الثاني وحصل على المركز الثالث الفنلندي كيمي رايكونن.